# ガラス絵
ガラス絵（がらすえ、硝子絵）とは、透明で平板なガラス片の片面に、膠、ワニス、油をメディウム（媒材）とした絵具で、人物や風景を描き、その裏から鑑賞する絵画である。

## 作図方法
左右や描く手順が通常の描き方と逆で、その上後から描き直しができないため、一度紙などに下書きしたものをガラスに描くのが通例である。例えば顔を描く場合、普通最後に描く目鼻を先に描いてから、肌の色を塗っていく。加筆や塗り直しが出来ないため制作は難しいが、絵具が直接空気に触れないことから、汚れることなく画面が保たれる。また、絵の表面が平滑で光が乱反射しないため、いつでも潤いある発色が保たれる。ただし、泥絵の具のみによる作品は剥げやすかった。
現在ガラス絵を書く手順は、トレーシングペーパーに下絵を描き、それを裏返した上に板ガラスをのせ、グワッシュで下絵をガラスに写す。次にガラスを少し持ち上げ、光を透かしながら、油絵具で彩色していく方法が取られている。

## 歴史
西洋では、グラスピクチャー、グラスペインティングと呼ばれる。古くは10世紀に初歩的なものが作られ、14世紀のヴェネツィアで、初歩的なガラス絵が誕生した。その後、ドイツ、チェコ、ルーマニアなど制作され、ワニスをメディウムとすることが多かった。
ガラス絵の技法はインド、中国、日本へも伝播する。中国では、玉板油絵、玉盤油絵、玻璃油絵、玉板画、玉盤画額、画鏡、などと呼ばれた。
日本では当初びいどろ絵と呼ばれた。日本へガラス絵が舶載された初見は、寛文3年（1663年）オランダ商館長から将軍への献上品目である。18世紀後半、長崎でヨーロッパ製、中国製のガラス絵の模倣が始まり、明治30年頃まで制作が続けられた。制作地は、長崎、江戸、上方、名古屋が想定される。長崎では、石崎融思やその子融斎、荒木如元ら長崎派の絵師が描いているが、伝世品は極めて少ない。画題は西洋の風景・風俗、漢画風の花鳥画など、洋風画の影響が強い。
江戸では、司馬江漢が独自の油絵でガラス絵を描いたことがわかっている。葛飾北斎も著作『絵本彩色通』初編でびいどろ絵の描き方を述べているが、北斎が実際にこの方法でガラス絵が描けたかどうかは疑問がある。江戸のガラス絵は歌川国芳系の浮世絵風美人画が多く、他に花鳥画や風景画が見られる。明治に入ると、役者や開化絵などが描かれている。

## 作品
- 「美人図」 作者不詳 江戸東京博物館所蔵 明治
- 「舞美人」 平井菊園 江戸東京博物館所蔵 明治
- 「母子図」 秀山  江戸東京博物館所蔵 明治
- 「風景」 作者不詳 江戸東京博物館所蔵 明治